# (538) Friederike

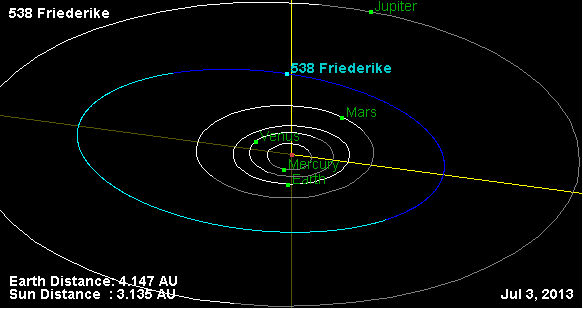
Umlaufbahn von Friederike

(538) Friederike ist ein Asteroid des Hauptgürtels, der am 18. Juli 1904 vom deutschen Astronomen Paul Götz in Heidelberg entdeckt wurde. 
Benannt wurde der Asteroid nach einer Freundin des Entdeckers.